# Diploderma yunnanense
Diploderma yunnanense — вид ігуаноподібних ящірок родини агамових (Agamidae). Мешкає в Китаї і М'янмі.

## Поширення і екологія
Diploderma yunnanense мешкають в китайській провінції Юньнань та в штаті Качин на півночі М'янми, можливо, також в Таїланді. Вони живуть в гірських субтропічних лісах. Зустрічаються на висоті від 1400 до 2770 м над рівнем моря.